# Frères Gébéodé
Cet article court présente un sujet plus développé dans : Pierre Gustave Brunet et Octave Delepierre.
Frères Gébéodé est le nom de plume (pseudonyme collectif) utilisé par Pierre Gustave Brunet et Octave Delepierre pour publier la Bibliothèque bibliophilo-facétieuse (3 volumes, 1852-1856), et les Chansons historiques et satiriques sur la Cour de France (1854).